# Karl-Liebknecht-Stadion
Das Karl-Liebknecht-Stadion (kurz: KarLi) ist mit einem Fassungsvermögen von 10.787 Zuschauern das größte „reine“ Fußballstadion in Potsdam und in dessen Stadtteil Babelsberg gelegen. Das KarLi ist die Heimspielstätte der Fußballvereine SV Babelsberg 03 und 1. FFC Turbine Potsdam. Die American-Football-Mannschaft Potsdam Royals nutzt das Stadion zur Zeit ebenfalls. An gleicher Stelle des Stadions befanden sich zuvor der Sportplatz an der Priesterstraße und später der Karl-Liebknecht-Sportplatz. Die Anlage ist nach dem sozialistischen Reichstagsabgeordneten Karl Liebknecht benannt.
Bekannt ist das Stadion auch durch seine abklappbaren Flutlichtmasten, um die vom benachbarten UNESCO-Weltkulturerbe Schlosspark Babelsberg ausgehenden Sichtachsen auf umliegende Landschaftsmarken nicht zu beeinträchtigen.

## Lage und Ausstattung
Bei dem Stadion handelt es sich um ein reines Fußballstadion ohne Laufbahnen oder anderen Leichtathletikeinrichtungen. Die Spielstätte befindet sich im Norden des Potsdamer Stadtteils Babelsberg. Begrenzt wird sie im Westen und Norden durch die Allee nach Glienicke und den sich daran anschließenden Park Babelsberg, im Osten durch die Karl-Liebknecht-Straße und im Süden durch ein Wohngebiet. Neben dem eigentlichen Hauptstadion befinden sich noch zwei weitere Trainingsplätze auf dem Stadiongelände. Das Stadion hat ein Fassungsvermögen von 10.787 Zuschauern, die sich auf 2.003 Sitz- und 8.784 Stehplätze verteilen. Die Hintertortribüne ist komplett, die Haupttribüne teilweise überdacht.

## Geschichte
Bereits zum Ende des 19. und Beginn des 20. Jahrhunderts wurde am Rande des Babelsberger Parks Fußballsport betrieben. Im Jahr 1924 schließlich legten die Mitglieder des Sportvereins Concordia Nowawes 06 auf dem Gelände einer ehemaligen Baumschule und des heutigen Stadions den Sportplatz an der Priesterstraße an. Zu dem damaligen Gelände gehörten zwei Plätze sowie ein Turnplatz und ferner Leichtathletikanlagen und eine Jugendherberge, die ebenso als Umkleide- und Waschtrakt von den Sportlern genutzt wurde. Das Eröffnungsspiel fand zwischen Nowawes 03 und Minerva Nowawes statt.
Am Ende des Zweiten Weltkriegs wurde die Anlage durch Bombenangriffe schwer beschädigt. Bis 1947 waren die gröbsten Schäden jedoch weitgehend beseitigt. Zwei Jahre später qualifizierte sich die BSG „Märkische Volksstimme“ Babelsberg (später Rotation Babelsberg) für die DDR-Oberliga, wodurch weitere Sanierungs- und Ausbauarbeiten an der inzwischen in Karl-Liebknecht-Sportplatz umbenannten Sportstätte nötig wurden. Dazu zählte der Bau einer Holztribüne für die Zuschauer, um bessere Sichtverhältnisse auf das Spielgeschehen zu ermöglichen, die mit Sitzbänken ausgestattet war.
Nach dem Abstieg Rotations aus der Oberliga 1958 sowie mehreren sportpolitischen Umstrukturierungen im Babelsberger Fußball in den 1960er Jahren (u. a. wurde Rotation zum neugegründeten SC Potsdam delegiert, dessen Mannschaft später von der BSG Motor Babelsberg übernommen wurde) gab es im Karli zeitweise weder Erst- noch Zweitliga-Fußball zu sehen.
Anfang der 1970er Jahre bildete sich die Initiative zum Bau eines neuen Stadions, der in den Jahren 1974/1975 auch realisiert wurde. Am 10. Juli 1976 wurde das neue Karl-Liebknecht-Stadion offiziell mit der Partie der Fußballolympiaauswahl der DDR gegen die BSG Motor Babelsberg eingeweiht. Die Zuschauerkapazität betrug damals noch 15.000 Plätze. Sie wurde nur ein einziges Mal vollkommen ausgenutzt, nämlich beim Weltmeisterschafts-Qualifikationsspiel zwischen der DDR und Malta 1977 (9:0), was auch heute noch der offizielle Zuschauerrekord ist. Im Laufe der Jahre wurde die Zuschauerkapazität immer wieder reduziert. So wurden für die letzte Regionalligapartie gegen Fortuna Düsseldorf am 9. Juni 2001 erstmals nach 24 Jahren alle verfügbaren Karten verkauft, was aber „nur noch“ eine Zuschauerzahl von 14.700 bedeutete.
Im Jahr 2001 wurde das Stadion teilweise saniert und 2002 mit einer in Deutschland einzigartigen Flutlichtanlage bundesligatauglich gemacht. Die Flutlichtmasten können nach Spielende eingeklappt werden, um so die Sichtachse vom Flatowturm auf die Stadt nicht zu behindern, da der angrenzende Babelsberger Park zum Weltkulturerbe gehört. Die Kapazität sank durch diese Umbaumaßnahmen auf 9.254 Zuschauer, stieg durch neue Auszählungen der Plätze dann aber wieder auf 10.499. Außerdem wurden nacheinander mehrere Kassenhäuschen erbaut.
Im Jahr 2007 prüfte die Stadt Potsdam, ob im Rahmen der DFB-Bewerbung für die Frauenfußball-WM 2011 ein Stadionneubau im Potsdamer Stadtteil Potsdam-Süd (Siedlung Waldstadt) finanzierbar und durchsetzbar wäre. Daraufhin wurde von Fans des SV Babelsberg 03 die Aktion „Pro Karli“ ins Leben gerufen, um die angestammte Spielstätte zu erhalten. Eine Machbarkeitsstudie plädierte schließlich für den Erhalt des Karl-Liebknecht-Stadions, da ein Neubau die Stadt Potsdam ca. 20 Millionen Euro teurer käme. Zudem schloss der Oberbürgermeister Jann Jakobs nach der Ablehnung des Potsdamer Bewerbungsantrags als Spielstätte der Frauenfußball-WM die Möglichkeit eines kompletten Neubaus aus.

## Nutzung

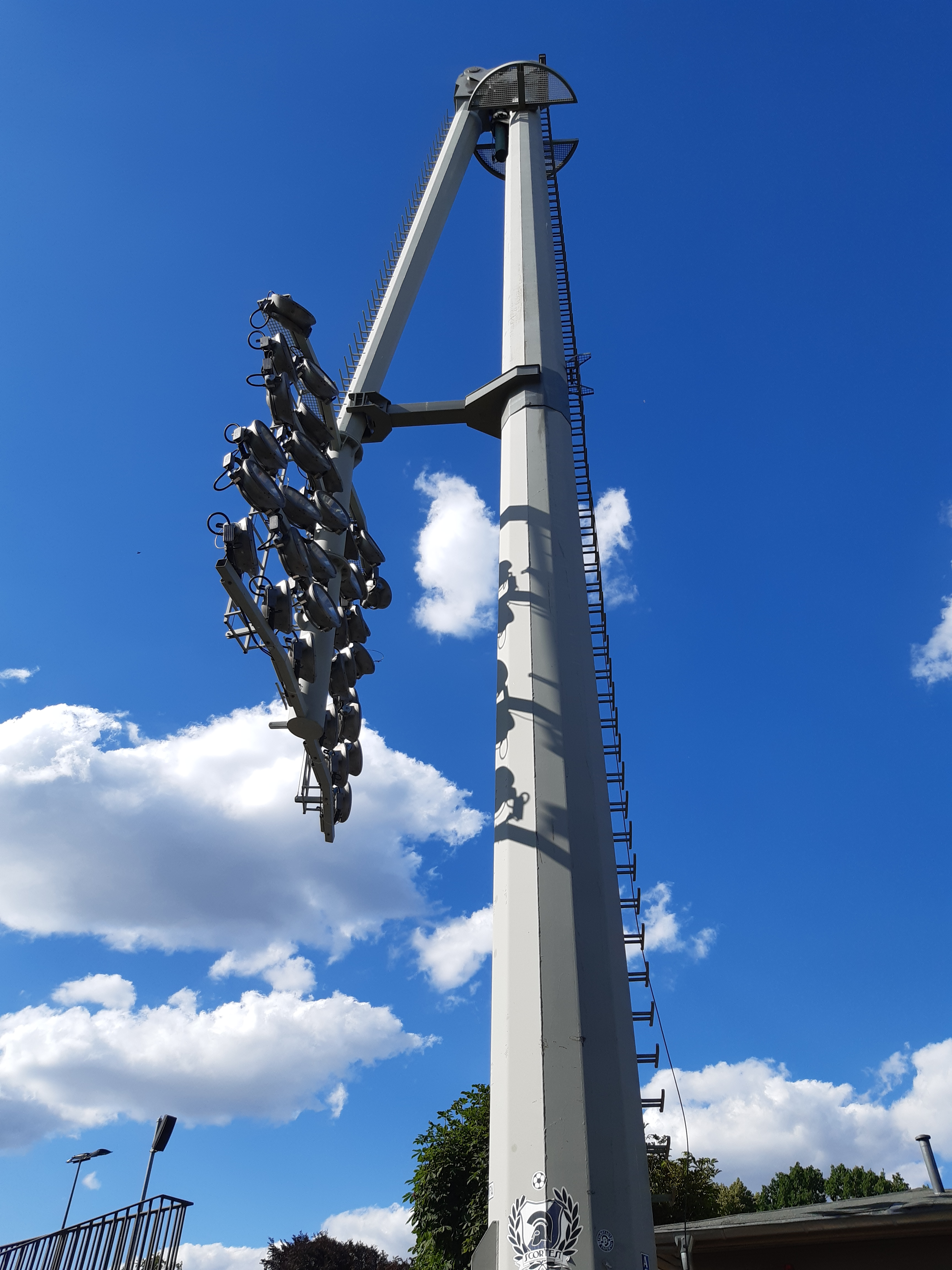
Klappflutlichtmast im KarLi Babelsberg (Juni 2022)

Seit seiner Einweihung 1976 diente das Stadion dem SV Babelsberg 03 bzw. dessen Vorgängerverein BSG Motor Babelsberg als Heimstadion. Bereits zuvor nutzten Motor sowie dessen Konkurrent Rotation den Karl-Liebknecht-Sportplatz. In den 1990er-Jahren spielte auch die SG Bornim im Stadion, als diese kurzzeitig höherklassig vertreten war. Der zweite Heimverein ist der 1. FFC Turbine Potsdam, dessen Vorgänger BSG Turbine Potsdam ebenfalls zu DDR-Zeiten im Stadion spielte. Dies geschieht kostenfrei.
Im Karl-Liebknecht-Stadion fanden auch internationale Vergleiche statt. Neben dem bereits oben erwähnten Spiel der DDR gegen Malta, wurden hier im November 1983 das Olympiaqualifikationsspiel zwischen der DDR und Norwegen (1:0 vor 8500 Zuschauern) sowie im Mai 1985 ein weiteres WM-Qualifikationsspiel der ostdeutschen Nationalelf gegen Luxemburg (3:1 vor 9000 Zuschauern) ausgetragen. Außerdem trat die DDR-Frauennationalmannschaft im Karli zu ihrem ersten und einzigen Länderspiel am 9. Mai 1990 an. Die 0:3-Niederlage gegen die CSSR lockte damals jedoch nur 800 Zuschauer. Die bundesdeutsche Nationalmannschaft der Frauen spielte bislang zweimal im Karl-Liebknecht-Stadion. Am 13. April 1995 besiegte die DFB-Elf Polen vor 2300 Zuschauern mit 8:0. Das zweite Spiel am 27. März 2003 gegen Schottland war eine Partie im Rahmen der Qualifikation zur Europameisterschaft 2005. Vor 4783 Zuschauern gewann Deutschland mit 5:0.
Weitere Highlights im Frauenfußball waren die Final-Heimspiele des 1. FFC Turbine Potsdam im Europapokal der Frauen. Am 21. Mai 2005 gewannen die „Turbinen“ den Pokal durch einen 3:1-Sieg (Hinspiel 2:0 für Potsdam) gegen Djurgårdens IF/Älvsjö aus Stockholm. 8677 Zuschauer verfolgten die Partie und stellten einen bis heute gültigen Zuschauerrekord bei Heimspielen dar. Ein Jahr später traf der 1. FFC Turbine im Endspiel auf den 1. FFC Frankfurt. Vor 4431 Zuschauern unterlag Potsdam im Hinspiel mit 0:4.
Am 15. Juni 2003 fand im Karl-Liebknecht-Stadion die für neun Jahre bestbesuchte Partie in der Geschichte der Fußball-Bundesliga der Frauen statt. Vor 7900 Zuschauern trennten sich der 1. FFC Turbine Potsdam und der 1. FFC Frankfurt torlos, wodurch sich die Frankfurterinnen die Meisterschaft sicherten. Im Mai 2012 übertraf der VfL Wolfsburg diese Marke.
Die American-Football-Mannschaft Potsdam Royals aus der German Football League trug ihre Heimspiele in den Jahren 2021 und 2023 im Karl-Liebknecht-Stadion aus während am Stadion am Luftschiffhafen Umbauarbeiten stattfanden.

## Sanierung
Das Stadion wurde in den Jahren 2010 und 2011 mit Mitteln des Konjunkturpakets II in Höhe von etwa acht Millionen Euro saniert, um so die Tauglichkeit des Stadions für die Ansprüche der DFB-Spielklassen des SV Babelsberg 03 und 1. FFC Turbine Potsdam langfristig zu sichern. So wurde das Hauptgebäude saniert und ein Kunstrasenplatz als Nebenplatz angelegt. Für den Hauptplatz ist unter anderem eventuell sogar eine Rasenheizung angedacht. Weiterhin wurden Gehwege wetterfest gemacht, Sanitäreinrichtungen errichtet/saniert und eine Tribünenerhöhung bzw. Überdachung vorgenommen (beides nur am Block K). Im Oktober 2010 kam es zu einem Defekt der Knickanlage eines der Flutlichtmasten, der das Ausfahren des Mastes und damit die Benutzung der Flutlichtanlage verhinderte. Der Defekt machte außerdem die vorbeugende Erneuerung aller Flutlichtmasten erforderlich.